# مسلم صالحی
مسلم صالحی (زاده ۱ تیرماه ۱۳۵۹ در شهرستان اقلید) سیاستمدار اصول گرای ایرانی و نمایندهٔ دورهٔ یازدهم و دوازدهم مجلس شورای اسلامی است، وی موفق شد در یازدهمین دوره انتخابات مجلس شورای اسلامی که در تاریخ ۲ اسفند ۱۳۹۸ برگزار شد، با کسب ۱۴ هزار و ۵۸۰ رای از مجموع ۴۳ هزار و ۳۱۱ رای ماخوذه، بیش از ۳۳٪ درصد کل آرا،  از حوزه انتخابیه اقلید و سرحد چهاردانگه استان فارس انتخاب گردد و به مجلس شورای اسلامی راه یابد. وی همچنین در انتخابات دوازدهمین دوره مجلس شورای اسلامی که در ۱۱ اسفند ۱۴۰۲ برگزار شد، با کسب ۱۴ هزار و ۲۳۷ رای از مجموع ۵۳ هزار و ۲۹۷ رای ماخوذه، بیش از ۲۶٪ درصد کل آرا، توانست مجدد به عنوان نماینده مردم شهرستان اقلید انتخاب گردد؛ از سوابق اجرایی ایشان می توان به ریاست دانشگاه آزاد اسلامی واحد اقلید اشاره نمود. 